# Seconde dynastie du Pays de la Mer
La Seconde dynastie du Pays de la Mer est une dynastie ayant dirigé Babylone de 1026 à 1006 av. J.-C., si on suit la liste royale de cette cité, même si les liens entre les trois rois qui la constituent ne sont pas clairs. Comme son nom l'indique, elle serait originaire du « Pays de la Mer », la région qui occupe la partie sud de la Babylonie, au bord du golfe Persique qui remontait alors plus vers le nord que de nos jours, région constituée de nombreuses zones marécageuses. Une première dynastie s'était établie là quelques siècles plus tôt, sans toutefois dominer Babylone. La Seconde dynastie du Pays de la Mer succède à la Seconde dynastie d'Isin, dont les derniers rois ont chuté dans le chaos face aux incursions de tribus venues du nord, comme les Sutéens et surtout les Araméens. La situation de la Babylonie devient alors très instable, et le pays est plongé dans le chaos pour plus d'un siècle, les dynasties se succédant sans arriver à instaurer une paix durable.
Les trois rois de cette « dynastie » sont :
- Simbar-shipak (1026-1009), qui occupe la majeure partie de la durée de la dynastie, et est le mieux connu. Son nom kassite reflète sans doute le fait qu'il a des origines parmi ce peuple. Il a procédé à la réparation et à la réorganisation de temples saccagés par les tribus pillardes durant le règne de ses prédécesseurs, notamment à Sippar et Nippur.
- Ea-mukin-zeri (1009), peut-être originaire d'une famille de prêtres, prend le pouvoir en renversant son prédécesseur lors d'une révolte de palais, et ne reste en place que cinq mois.
- Kashshu-nadin-ahi (1008-1006) est encore moins bien connu, on sait seulement que la famine frappe alors la Babylonie, entraînant l'arrêt du culte dans certains temples. À partir de ce moment, quasiment rien ne transparaît dans la documentation disponible sur l'histoire babylonienne pour environ un siècle pour lequel seuls des noms de rois sont connus.